# Robin Moyer
Robin Moyer es un fotógrafo estadounidense, ganador del premio World Press Photo of the Year en 1983. La fotografía ganadora muestra un grupo de cadáveres de refugiados palestinos, en la calle, tras la Masacre de Sabra y Chatila, (17 de septiembre de 1982) causada por una milicia cristiana maronita de las Falanges Libanesas. 

## Trayectoria
Licenciado en 1969 por la Universidad de Carolina del Norte en Chapel Hill, con el grado en Comunicaciones (cinematografía). Se trasladó a Hong Kong donde trabajó como director de una productora cinematográfica. En 1970, fue designado para crear una serie documental de televisión sobre la guerra de Vietnam para la United Press International Television News, donde trabajó cuatro meses como cámara de guerra. 
Posteriormente, regresó a Estados Unidos y trabajó como fotógrafo jefe para el grupo de concienciación medioambiental Environmental Action. Desde 1979 a 1975, fue fotógrafo independiente (freelance) en Washington D. C., entre otros, para la revista Time, donde fue finalmente contratado durante dieciséis años. Realizó trabajos para Time en Asia, Oriente Medio y Estados Unidos. 
Moyer ha cubierto conflictos en Líbano, Camboya, Corea e Indonesia, siendo autor de más de 15 portadas de la revista Time.

## Reconocimientos
Moyer recibió el premio World Press Photo of the Year del año 1983 por su cobertura de la guerra de Líbano. También obtuvo el Premio Medalla de Oro Robert Capa. 